# 浜松市出身の人物一覧
浜松市出身の人物一覧（はままつししゅっしんのじんぶついちらん）は、静岡県浜松市出身の人物およびゆかりの人物の一覧。

## 出身有名人

### 歴史的人物

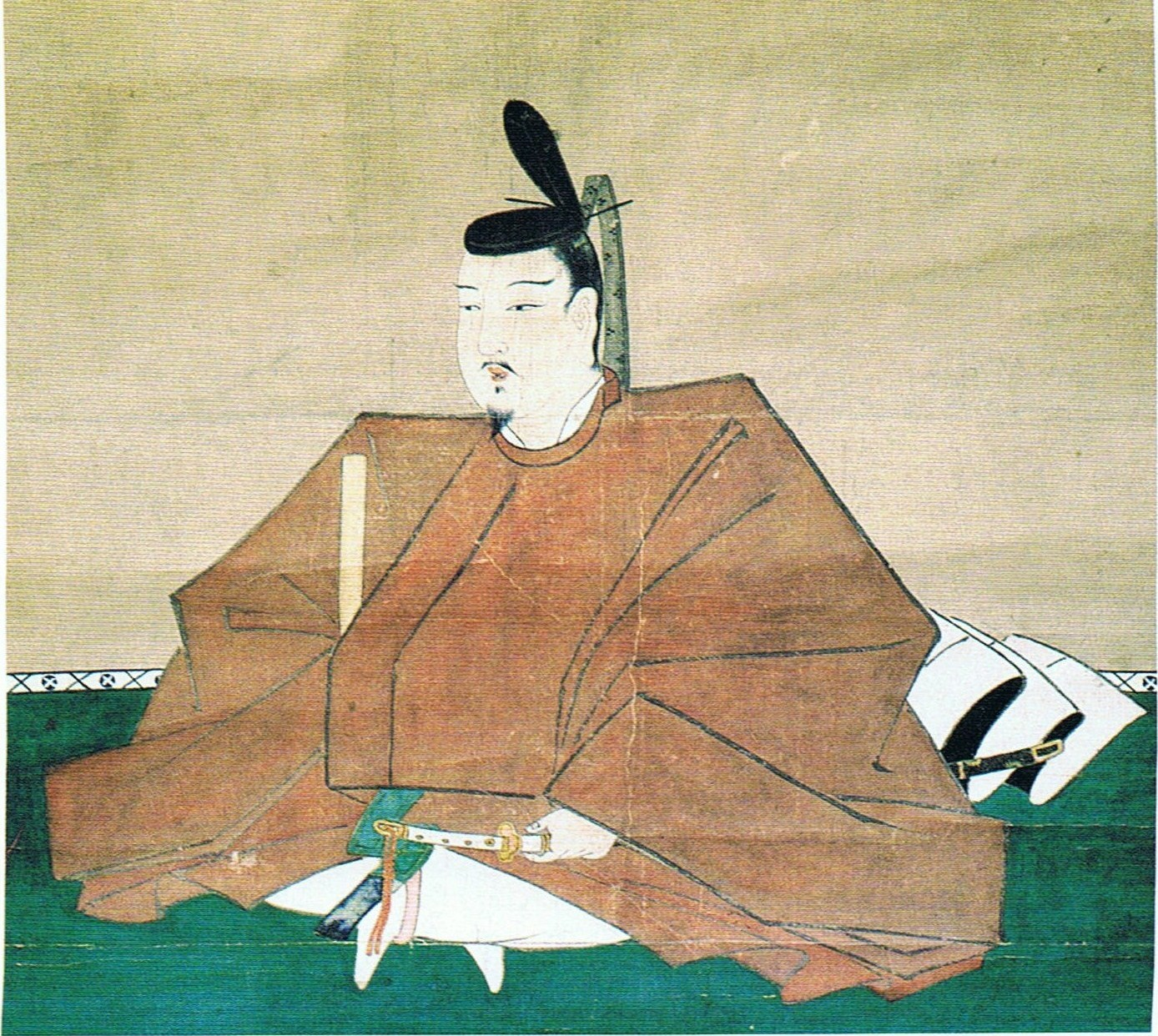
源範頼

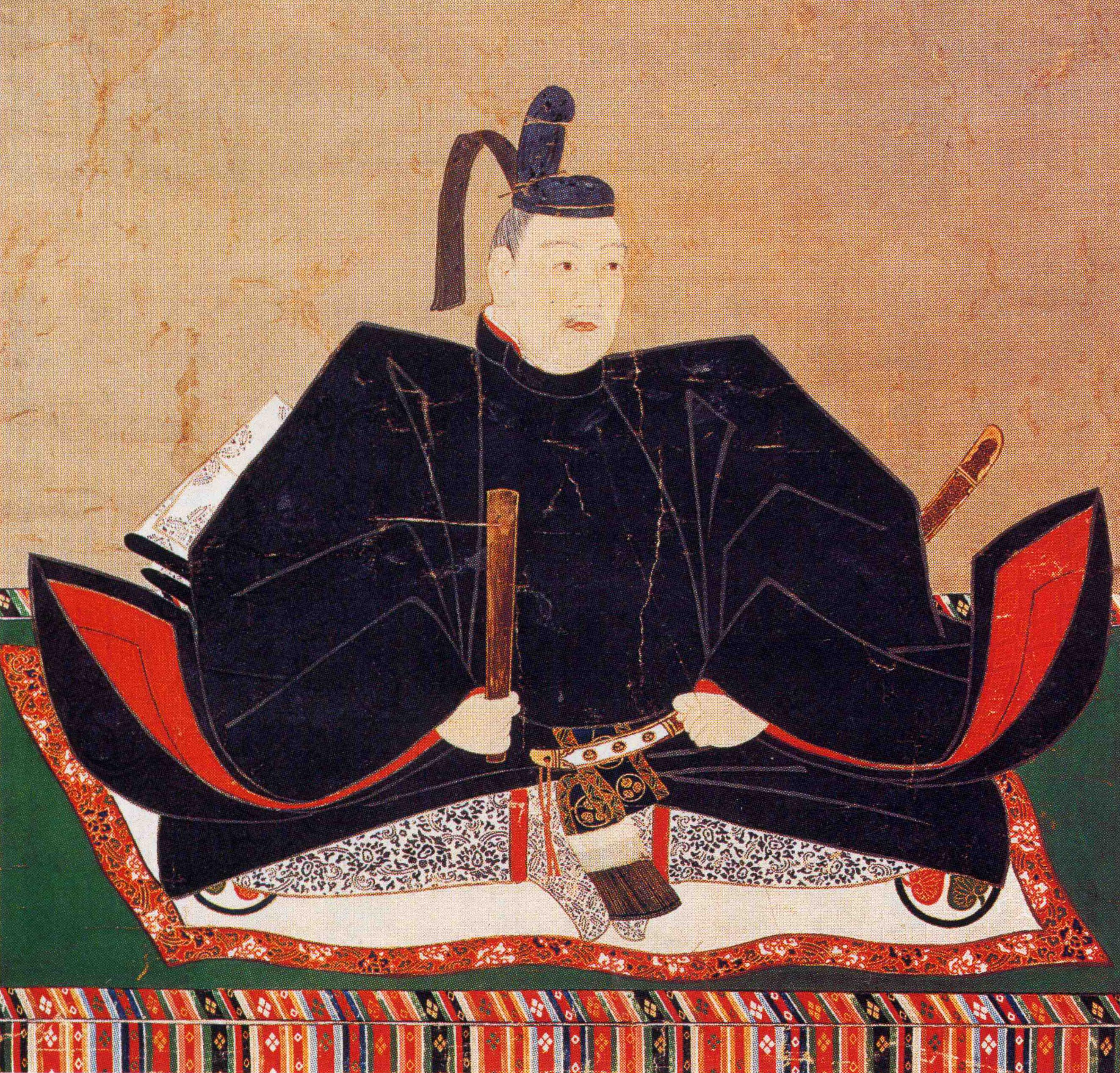
徳川秀忠

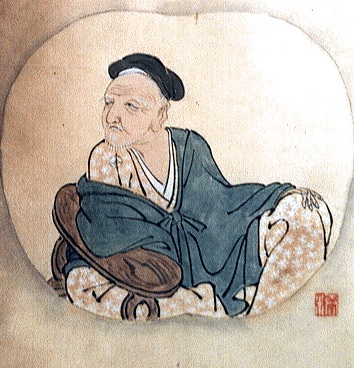
小堀遠州

- 源範頼（平安時代末期から鎌倉時代初期にかけての武将）
- 石川五右衛門（安土桃山時代の盗賊、異説あり）
- 井伊直虎（戦国時代から安土桃山時代にかけての遠江井伊谷（浜松市浜名区（旧・引佐郡引佐町））の領主）
- 井伊直政（戦国時代から安土桃山時代にかけての武将　近江国彦根藩初代藩主）
- 松平(結城)秀康（徳川家康の次男、福井藩初代藩主）
- 徳川秀忠（江戸幕府第二代将軍）
- 松平忠吉（徳川家康の四男、尾張清洲藩主）

### 政治・行政
- 鈴木幸作（貴族院多額納税者議員、浜松市会議長）
- 國松孝次（第16代警察庁長官）
- 熊谷弘（元衆議院議員、元参議院議員、第57代通商産業大臣、第57代内閣官房長官、保守新党初代代表）
- 塩谷立（衆議院議員、第11代文部科学大臣）
- 鈴木哲（外交官、駐イタリア大使、元IAEA事務局長特別補佐官）
- 北脇保之（第24・25代浜松市長、元国会議員）
- 島津幸広（元衆議院議員）
- 鈴木康友（第21代静岡県知事、第26 - 29代浜松市長、元衆議院議員）
- 城内実（衆議院議員）
- 斉藤進（元衆議院議員、元小平市議会議員）
- 岡村隆司（国会職員、第20代参議院事務総長）

### 軍人
- 鈴木敬司（日本の陸軍軍人、ミャンマー独立に貢献、日本版アラビアのロレンスと称される。）

### 学術
- 小堀遠州（江戸時代の芸術家）
- 賀茂真淵（江戸時代の国学者）
- 石塚龍麿（江戸時代の国学者）
- 内山真龍（江戸時代の国学者）
- 原右膳（幼名・原順吾。江戸時代の医者、教育者。医塾と無償の寺子屋を開設し地域貢献）
- 原玄春（號・槐山または里山。江戸・明治期の医者、画家。医塾と無償の寺子屋を開設し地域貢献。日本画・花鳥画・屏風・巻物を制作）
- 原貞齋（號・晩翠。江戸期に生まれた明治・大正・昭和の医者、書家。医塾と無償の寺子屋を開設し地域貢献）
- 石川倉次（和文点字創始者）
- 高柳健次郎（ブラウン管テレビ開発者。名誉市民）
- 坂本太郎（歴史学者）
- 有馬朗人(物理学者（原子核物理学）、俳人)
- 井口泰孝（工学者、東北大学名誉教授、元日本金属学会会長）
- 内田龍男（工学者、東北大学名誉教授、元日本液晶学会会長、元映像情報メディア学会会長）
- 志村五郎（数学者。プリンストン大学名誉教授。谷山・志村予想、志村多様体）
- 中山信弘（東京大学教授、内閣官房知的財産戦略本部 本部員、日本の知的財産法学の権威）
- 佐藤哲夫（国際法学者、一橋大学教授）
- 内藤初枝（家政学者）
- 天野浩（電子工学者、名古屋大学教授。名誉市民[1]）
- 栗田国彦（静岡大学教授、作曲家）
- 大貫隆（宗教学者、東京大学名誉教授）
- 加藤理文（城郭研究家、日本城郭協会理事）
- 若林哲哉 (俳人)
- 竹村広蔭（「変化抄」の作者）

### 産業
- 金原明善（明治時代の実業家。（株）丸運の創業者。天竜川の治水事業）
- 河合亀太郎（河合製薬創業者）
- 川上嘉市（ヤマハ第3代社長。名誉市民）
- 河合小市（河合楽器製作所創業者）
- 鈴木道雄（スズキ（株）の創業者）
- 長谷川保（聖隷福祉事業団の創設者） - 元衆議院議員
- 本田宗一郎（本田技研工業（株）の創業者） - 旧天竜市出身・名誉市民
- 川上源一（ヤマハ第4代社長、ヤマハ発動機（株）の創業者）
- 片山豊（北米日産の初代社長，フェアレディZの生みの親） - 旧春野町出身
- 富田直人（イノベーション創業者・社長）
- 中田有（キーエンス社長）
- 堀之内九一郎（リサイクルショップチェーン「創庫生活館」を展開した株式会社生活創庫の創業者で元代表取締役社長。YouTuberとしても活動している）
- 高橋信太郎（Indeed Japan代表取締役ゼネラルマネジャー/営業本部長、元GMOアドパートナーズ代表取締役社長）
- 大須賀秀徳（ハマキョウレックス社長）
- 森下篤史（ テンポスホールディングス創業者・社長、元あさくま代表取締役）
- 山口聡（カゴメ社長）
- 福長浅雄（国産初の旅客機の開発者）
- 那須田又七（浜名湖の開発者）
- 島沢翔哉（実業家、教育者、サッカー指導者）

### 作家・美術家・デザイナー
- 秋野不矩（画家。名誉市民）
- あfろ（漫画家）
- 嵐山光三郎（作家、編集者）
- 稲吉紘実（現代美術家、CIデザイナー）
- うかみ（漫画家）
- 大橋ツヨシ（漫画家）
- 加藤直之（イラストレーター）
- 河合克敏（漫画家 旧・引佐郡引佐町）
- 康珍化（作詞家）
- 木村綾子（ファッションモデル、作家、随筆家）
- 小泉吉宏（漫画家、絵本作家）
- 小林たつよし（漫画家）
- 坂本鐵司（デザイナー）
- 実原登（アニメーター）
- 影山光洋（写真家）
- 詩歩（写真家、絶景プロデューサー）
- 神野碧（作家）
- 鈴木光司（作家）
- スズキコージ（絵本作家）
- 施川ユウキ（漫画家）
- 武田賴政（ノンフィクション作家）
- 田中秀幸（アートディレクター）
- 土屋光逸（版画家）
- 殿岡駿星（ジャーナリスト）
- ながいけん（漫画家）
- 中津川昌弘（作家、お守り研究家）
- 那須田淳（作家、児童文学作家）
- 那須田稔（児童文学作家）
- 猫部ねこ（漫画家）
- ばらスィー（漫画家）
- 藤原栄子（漫画家）
- 古橋一浩（アニメーション監督）
- 舞阪洸（ライトノベル作家）
- マキノノゾミ（劇作家、脚本家）
- 丸川トモヒロ（漫画家）
- 光永康則（漫画家）
- 宮本昌孝（作家）
- 柳澤紀子（版画家、武蔵野美術大学造形学部教授）
- 横田卓馬（漫画家）
- 森晶麿（作家）
- 中村與資平（建築家）

### 音楽・芸能・放送
- 相曽晴日（シンガーソングライター）
- 青嶋達也（フジテレビアナウンサー）
- 浅田信一（ミュージシャン）
- ADAM at（ミュージシャン）
- 阿部敏郎（シンガーソングライター、ラジオパーソナリティ）
- 池田美優（モデル）
- イシヅカユウ（ファッションモデル）
- 磯野まりん（モデル、グラビアタレント、ダンサー）
- 市川秀男（作曲家）
- 一ノ瀬あすか（グラビアアイドル）
- 上原あずみ（元歌手）
- 上原ひろみ（ジャズピアニスト）
- 大石参月（モデル）
- 大石悠貴（新潟テレビ21アナウンサー）
- 大木文香（フリーアナウンサー、北陸放送アナウンサー）
- 大澤敦史（ミュージシャン・打首獄門同好会ギター・ボーカル担当。） - 生まれは埼玉県志木市
- 大白桃子（アイドル、グラビアアイドル）
- 大澄賢也（俳優）
- 大橋里砂（ミュージカル俳優）
- 大山徹也（作曲家、ベーシスト）
- 岡野宏典（シンガーソングライター）
- 小椋寛子（歌手、俳優）
- 織田奈那（女優、元欅坂46）[2]
- 筧利夫（俳優）
- 影山達也（舞台俳優）
- 登龍亭獅篭（落語家）
- 河村唯（タレント、元アイドリング!!!）
- 木下恵介（映画監督）
- 久保ひとみ（静岡県内で活躍するローカルタレント、ラジオパーソナリティ。愛称は「久保ちゃん」）
- 山本 茂 (クレンチ&ブリスタ アーティスト/ラッパー)
- 熊谷真実（女優）
- 熊谷海麗（声優）
- 熊切あさ美（タレント）
- ケンキ（お笑い芸人）
- 小林有沙（ピアニスト）
- 小林沙苗（声優）
- 小林太郎（シンガーソングライター）
- 小柳昌法（ドラマー、LINDBERGのメンバー）
- こんちゅうクン（竜洋昆虫自然観察公園職員）
- ゴンゾー（お笑い芸人、タンバリンマスター）
- 斉木しげる（俳優、タレント）
- 酒井参輝（ギタリスト（己龍））
- 堺瞳（フリーアナウンサー、元静岡朝日テレビアナウンサー）
- 櫻井浩二（RKB毎日放送アナウンサー）
- 崎山蒼志（シンガーソングライター）
- 佐藤賢太郎（作曲家）
- 佐藤政樹（人材育成トレーナー、元『劇団四季』俳優。）
- 佐藤由加理（元AKB48・元SDN48）
- 沢村玲（ONE N' ONLY、EBiSSH）
- 小百合葉子（児童劇団・劇団たんぽぽ創立者）
- 澤井信一郎（映画監督）
- 清水宏（映画監督） - 旧山香村出身
- 白井鐵造（宝塚歌劇団、演出家） - 名誉市民
- Jam9
  - イシノユウキ
  - Giz'Mo
- SHONO（モデル）
- 須川展也（クラシックサクソフォン奏者）
- 杉浦大毅（ダイキ）（お笑い芸人、元ブリリアン）
- AMIAYA（鈴木姉妹：双子姉妹モデル）
- 鈴木砂羽（女優）
- 鈴木重子（ジャズヴォーカリスト）
- 鈴木敏弘（フリーアナウンサー、元テレビ静岡アナウンサー）
- 鈴木則文（映画監督）
- 鈴木繭菓（モデル、女優、ミュージシャン）
- 鈴木桃作（映画監督） - 旧二俣町出身
- 高野寛（ミュージシャン）
- 鷹森立一（映画監督） - 旧三ケ日町出身
- 瀧川鯉昇（落語家）
- 宅八郎（コラムニスト）
- 竹山逸郎（歌手）
- 田島ゆみか（タレント）
- 立川志らく（落語家） - 母親の実家が浜松で、子供の頃は毎年夏休みになると1ヶ月ほど浜松で過ごし、住吉公園などで遊んでいた）
- 田中道子（女優、モデル）
- 田畑政治（新聞記者、水泳指導者、日本水泳連盟会長、日本オリンピック委員会委員長） - 旧浜名郡浜松町成子出身
- 知念侑李（アイドル、Hey! Say! JUMP）
- 塚本直毅（お笑い芸人、ラブレターズ）
- 月城莉奈（声優）
- 鶴田浩二（俳優、歌手）
- Tiara（歌手）
- TeddyLoid（音楽プロデューサー/DJ）
- 戸塚貴久子（フリーアナウンサー）
- 豊島圭介（映画監督）
- 夏目みな美（CBCテレビアナウンサー）
- なな茶（タレント、TikToker）
- 難波研（作曲家・演奏家）
- 袴田吉彦（俳優）
- 橋本元一（日本放送協会会長）
- 長谷川忍（シソンヌ）（お笑い芸人、俳優）
- 長谷真行（俳優）
- 西岡健吾（アイドル、タレント）
- 浜名ランチ（お笑い芸人、ハルカラ）
- 浜田由梨（アイドル）
- 林鼓子（声優）
- ビックスモールン（お笑いトリオ）
  - グリ
  - チロ（ボケ担当）
- 平井理喜（タレント、コンサルタント）
- 平川達也（ギタリスト、LINDBERGのメンバー）
- 廣岡璃奈（声優、プロ雀士）
- Fumiya（俳優、歌手、タレント、YouTuber）
- ふわりかすみ（アイドル、BSJプロジェクト）
- 益戸育江（女優、作詞家） - 旧・高樹沙耶
- 松本志のぶ（フリーアナウンサー、元日本テレビアナウンサー）
- 水谷果穂（女優）
- 水谷陽介（中京テレビ元アナウンサー）
- 峰えりか（ファッションモデル）
- 村松崇継（作曲家）
- もりもりもと（ミュージシャン。ヤバイTシャツ屋さんドラマー）
- YUI KAWASHIMA（ミュージシャン。Earthists.ボーカル）
- 八木亜希子（フリーアナウンサー、元フジテレビアナウンサー）
- 山口リサ（歌手）
- 山下康介（作曲家）
- 山下大輝（声優）
- 横原悠毅（アイドル、IMP.）[3]
- LiLiCo（タレント） - 浜松市内に2年間住み歌手デビュー
- りんたろー。（お笑い芸人、EXIT (お笑いコンビ)）
- 渡辺広明（流通ジャーナリスト、流通ウオッチャー）
- 松井彩乃（ソプラノ歌手、ドイツ）

### スポーツ
サッカー
- 伊藤洋輝（VfBシュツットガルト）
- 伊藤槙人（ジュビロ磐田）
- 太田圭輔（元FC岐阜）
- 太田吉彰（元ジュビロ磐田）
- 押谷祐樹（徳島ヴォルティス）
- 鈴木海音（ジュビロ磐田）
- 鈴木秀人（元ジュビロ磐田）
- 武田修宏（元サッカー日本代表）
- 中西健人（豊田自動織機サッカー部）
- 中野誠也（元ジュビロ磐田）
- 成田光希（パロFC）
- 藤ヶ谷陽介（元ガンバ大阪）
- 藤田健（元ヴァンフォーレ甲府）
- 古橋達弥（元Honda FC）
- 松浦拓弥（元ジュビロ磐田）
- 松永成立（元サッカー日本代表。横浜F・マリノスGKコーチ）
- 松原后（ジュビロ磐田）
- 柳下正明（元ジュビロ磐田監督）
- 矢野貴章（元ジュビロ磐田）
- 山田大記（ジュビロ磐田）
- 山本康裕（元ジュビロ磐田）

野球
- 浅野桜子（元女子プロ野球選手）
- 小田智之（北海道日本ハムファイターズ二軍打撃コーチ）
- 後藤武敏（東北楽天ゴールデンイーグルス二軍打撃コーチ）
- 佐野太河（堺シュライクス）
- 鈴木翔太（阪神タイガース）
- 鈴木尚典（神奈川フューチャードリームス監督、元横浜ベイスターズ）
- 樽井徹（静岡県立浜松商業高等学校時代第50回選抜高等学校野球大会で優勝投手に。元法政大学、元河合楽器）
- 皆川康夫（元広島東洋カープ）

その他のスポーツ
- 伊藤亜由子（バンクーバーオリンピックのショートトラックスピードスケート選手）
- 伊藤達彦（陸上）
- 伊藤信博（バレーボール選手）
- 小倉輝美（元自転車競技選手）
- 大木彪楽（プロボクサー）
- 柏龍成彦（大相撲力士）
- 漢人陽子（バルセロナオリンピックの水泳バタフライ代表）
- 橋本壮市（柔道選手。2024年パリオリンピック 柔道 銅メダリスト）
- 服部幸男（競艇選手）
- 古橋廣之進（日本水泳連盟会長。名誉市民）
- 宮崎秀吉（陸上）
- 米澤奈々香（陸上）
- 龍ヶ浜広宣（大相撲力士）

## ゆかりの人物

### 歴史的人物
- 徳川家康（初代浜松城主）
- 堀尾吉晴（第2代浜松城主）
- 水野忠邦（第22代浜松城主）
- 今川義元（遠江国の守護大名）
- 飯尾連龍（遠江国曳馬城主）
- お田鶴の方（戦国時代の女性、飯尾連龍の妻）

### 学術
- 伊能忠敬（地理学者、測量家）

### 産業
- 森田屋彦之丞（江戸時代の海苔商人）
- 服部倉治郎（明治大正期の養魚家）
- 鈴木修（実業家、スズキ（株）の元代表取締役会長兼社長）
- 庄田和作（庄田鉄工株式会社の創業者）
- 野沢卯之吉（テイボー株式会社の創業者）
- 山葉寅楠（ヤマハ株式会社の創業者）